# Graovo
Graovo (en serbe cyrillique : Граово) est un village de Serbie situé sur le territoire de la Ville de Leskovac, district de Jablanica. Au recensement de 2011, il comptait 215 habitants.

## Démographie
| 1948 | 1953 | 1961 | 1971 | 1981 | 1991 | 2002 | 2011 |
| ---- | ---- | ---- | ---- | ---- | ---- | ---- | ---- |
| 713  | 727  | 666  | 559  | 430  | 356  | 277  | 215  |

|  |